# Dissolution (roman de C.J. Sansom)
 (février 2024).
Si vous disposez d'ouvrages ou d'articles de référence ou si vous connaissez des sites web de qualité traitant du thème abordé ici, merci de compléter l'article en donnant les références utiles à sa vérifiabilité et en les liant à la section « Notes et références ».
Pour les articles homonymes, voir Dissolution.
Dissolution (titre original : Dissolution) est un roman policier historique de l’écrivain britannique C. J. Sansom publié en 2003. Il est le premier roman de la série des aventures de l'avocat londonien bossu Matthew Shardlake.

## Résumé
L’action se situe en Angleterre au XVIe siècle, le roi Henri VIII qui s'est séparé de Rome et a créé l’Église d’Angleterre a décidé la dissolution des monastères catholiques. Un des commissaires qu’il avait envoyés au monastère de Scarnsea sur la côte sud de l’Angleterre a été retrouvé décapité.
Thomas Cromwell, son vicaire général, charge un avocat londonien du nom de Matthew Shardlake de retrouver l’assassin.

Dans le monastère glacial, son enquête se heurte au mutisme des moines. Chacun d'entre eux semble avoir quelque chose à cacher. 
Après que plusieurs autres crimes ont été commis Matthew Shardlake de retour à Londres dénouera les ficelles d’un complot beaucoup plus large.

## Honneurs
Dissolution a été nommé pour deux prix de la Crime Writers' Association britannique : le John Creasey Award et le Ellis Peters Award.